# Bragi

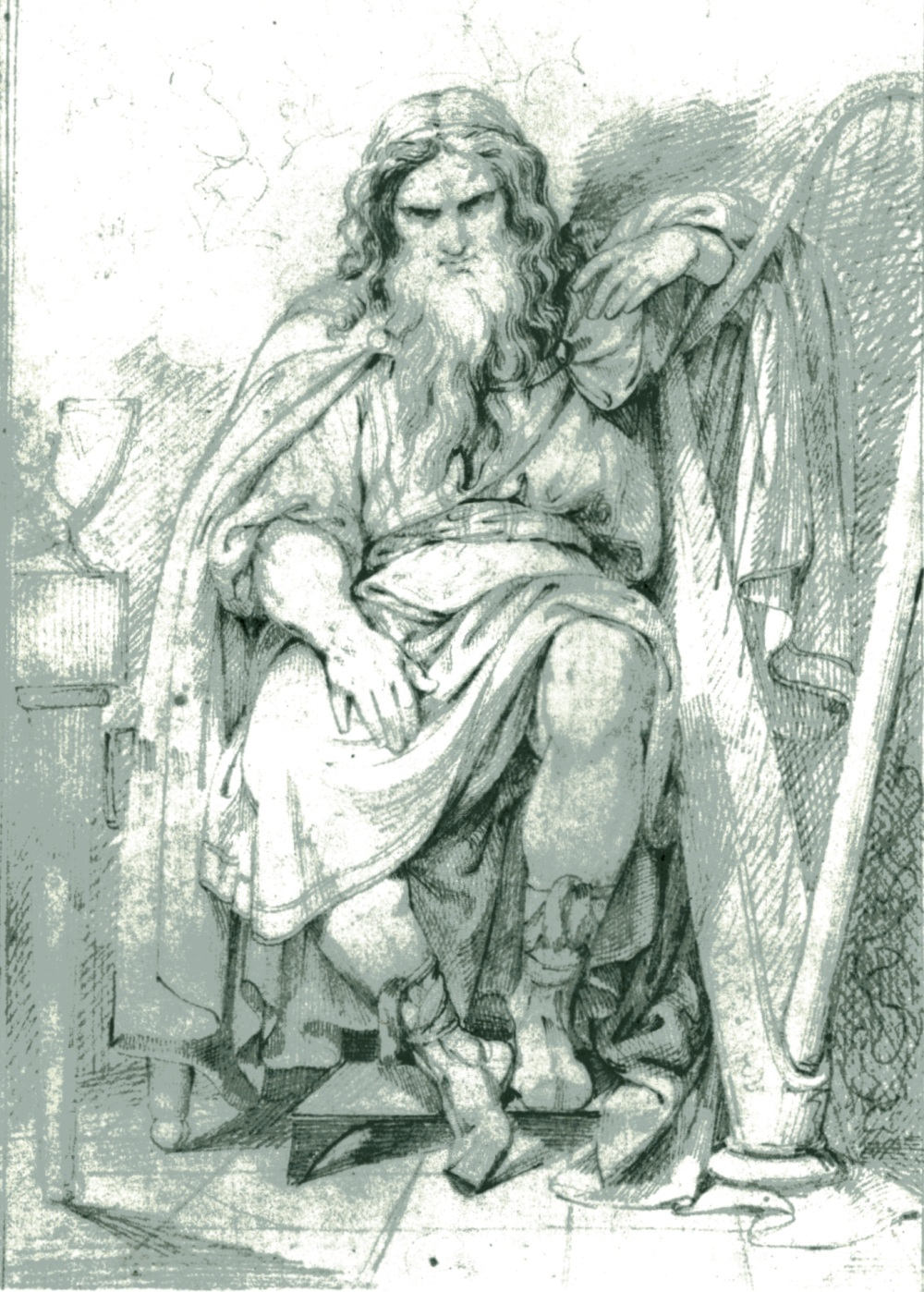
Bragi

Bragi je bůh básníků a řečníků, Idunnin manžel , syn Ódina a Frigg. Na jeho pohár, nazýván po něm („Bragiho pohár“), přísahali bojovníci . Traduje se, že má runy vyřezané do jazyka. Je popisován a vyobrazován jako dlouhovlasý a dlouhovousý Ás.